# Pipelife
Pipelife is een van de grote leveranciers van kunststofleidingsystemen in de wereld. Pipelife is ontstaan uit de ondernemingen Draka Plastics en Polva Nederland, destijds onder de naam Draka Polva. 

## Draka
Draka Plastics was oorspronkelijk een onderneming van Draka kabel Amsterdam. Bij Draka kabel werden kabels geproduceerd die vroeger alleen met rubber of papier werden geïsoleerd en sinds de Tweede Wereldoorlog ook met plastics. Men ontdekte al spoedig dat met dit plastic ook andere producten konden worden gemaakt. Zo ontstond eerst de productie van slangen en profielen, daarna plastic doek en plastic schuim.

## Polva
Polva (polyvinyl Antwerpen) was een firma in Antwerpen, alwaar Jules Franck in 1944 de eerste pvc-leidingbuizen vervaardigde. In Nederland bestond reeds de firma Divo te Hilversum. Dit bedrijf was opgericht door Simon Rollema en A.J. Dijk. Het produceerde kunstharsen voor de vervaardiging van kunstgebitten. Men zocht na de Tweede Wereldoorlog naar nieuwe toepassingsmogelijkheden voor kunststof. In 1947 werd een pand van Wennex Bleekpoederfabriek v/h Wennekes & Van Neck gehuurd aan de Klingelbeekseweg te Oosterbeek. Er werd contact gelegd met Polva en er kwamen spuitgietmachines. In 1949 werd de Commanditaire Vennootschap Polva Nederland opgericht. In 1951 produceerde men onder de merken Polivolt (elektriciteitsbuis), Polisanite (waterleiding- en rioleringsbuis) en later ook Polical (gasleiding). In de tijd van de wederopbouw was in Oosterbeek moeilijk aan personeel te komen. In 1958 verhuisde men daarom naar Enkhuizen, waar Draka gevestigd was en waar bovendien personeel voorhanden was. In 1952 was al een samenwerkingsovereenkomst met dit bedrijf gesloten, en in 1956 werd Polva een onderdeel van Draka.
In de jaren volgend op de verhuizing werd Brillant Plastics te Amersfoort overgenomen door Polva Nederland. Tegenwoordig is dit bekend als de Spuitgiet-activiteit van Pipelife Nederland. Tot 1978 zijn alle Draka/Polva kunststofbedrijven onderdeel geweest van de NKF-Groep te Rijswijk, welke op zijn beurt weer toebehoorde aan Philips N.V. te Eindhoven. Sinds 1979 werden de meeste bedrijfsactviteiten overgenomen door Solvay. In 1997 werd de uit 1989 daterende joint venture tussen Solvay en de Oostenrijkse firma Wienerberger AG ontbonden en de activiteiten van het in 1985 omgedoopte Draka Polva door alleen Wienerberger voortgezet waarbij de naam veranderde in Polva Pipelife om in 2000 te worden gewijzigd in Pipelife dat sinds 2005 volledig eigendom is van Wienerberger AG. Onder de naam Pipelife werken wereldwijd 2.350 medewerkers in 26 landen. Naast de Nederlandse vestigingen in Enkhuizen en Amersfoort is er ook een Belgische productievestiging in Kalmthout, terwijl te Beringen ook een distributiecentrum bestaat.